# Герба (река)
Ге́рба — река в России, протекающая по Хасынскому району Магаданской области, левый приток Буюнды. Длина реки — 85 км (от истока Мякита — 112 км), площадь водосборного бассейна — 2550 км².
Река берёт начало в восточной части Верхнеколымского нагорья, стекая со склонов горы Мрачная на границе Хасынского и Ягоднинского районов Магаданской области, на высоте более 747 м над уровнем моря. В верховьях течёт по горной местности на юг-восток, в среднем течении — на юг, вдоль автомобильной трассы Р-504. На берегах — два нежилых поселения: Стрелка и Красная Речка. После впадения реки Мякит русло поворачивает на восток. Впадает в Буюнду по левому берегу на отметке менее 432 м над уровнем моря в 288 км от её впадения в Колыму. Ширина перед устьем — 30 м при глубине 0,9 м; скорость течения в низовьях составляет 1 м/с.

## Основные притоки
Указаны притоки длиной более 30 км.
| Название  | Расстояние от устья | Длина | Положение |
| --------- | ------------------- | ----- | --------- |
| Сулухачан | 3                   | 36    | левый     |
| Мякит     | 32                  | 80    | правый    |
| Нямичан   | 48                  | 30    | правый    |

## Данные водного реестра
По данным государственного водного реестра России и геоинформационной системы водохозяйственного районирования территории РФ, подготовленной Федеральным агентством водных ресурсов:
- Бассейновый округ — Анадыро-Колымский
- Речной бассейн — Колыма
- Речной подбассейн — Колыма до впадения Омолона
- Водохозяйственный участок — Колыма от Колымской ГЭС до впадения реки Сеймчан
- Код водного объекта — 19010100212119000015651